# Wagon Train
Wagon Train was een Amerikaanse westernserie die van 1957 tot 1962 op NBC werd uitgezonden en daarna van 1962 tot 1965 op ABC.

## Rolverdeling
| Acteur          | Personage                     |
| --------------- | ----------------------------- |
| Ward Bond       | wagon master Major Seth Adams |
| Frank McGrath   | Charlie Wooster               |
| John McIntire   | trail master Christopher Hale |
| Terry Wilson    | Bill Hawks                    |
| Robert Fuller   | Cooper Smith                  |
| Denny Miller    | Duke Shannon                  |
| Michael Burns   | Barnaby West                  |
| Morgan Woodward | Barney                        |